# 塞勒姆鎮區 (印地安納州斯托本縣)
塞勒姆鎮區（英語：Salem Township）是位於美國印地安納州斯托本縣的一個行政鎮區。

## 地方資料
根據2010年美國人口普查的數據，塞勒姆鎮區的面積為89.60平方千米，當中陸地面積為87.80平方千米，而水域面積為1.80平方千米。當地共有人口2262人，而人口密度為每平方千米25.25人。